# هنري جورج
هنري جورج (بالإنجليزية: Henry George، مواليد 2 سبتمبر 1839 – توفي 29 أكتوبر 1897) هو عالم اقتصادي سياسي وصحفي أمريكي. طوّر مفهوم «الضريبة المفردة» على الأرض، بالرغم من أنه تجنبه. حظيت كتاباته بشعبية كبيرة في الولايات المتحدة في القرن التاسع عشر، وأثار العديد من حركات الإصلاح في الحقبة التقدمية. استوحى فلسفة الاقتصاد المعروفة باسم الجورجية معتمدًا على الاعتقاد بأن الناس يجب أن يمتلكوا ما ينتجوه بأنفسهم، ولكن يجب أن تكون القيمة الاقتصادية المستمدة من الأرض (متضمنة ما بها من موارد طبيعية) ملكًا متساويًا لجميع أفراد المجتمع. جادل أن الضريبة الواحدة على الأرض ستؤدي بحد ذاتها لإصلاح المجتمع والاقتصاد.
أشهر أعماله: «التقدم والفقر» (1879)، بيعت مليون نسخة منه في أنحاء العالم، ربما أكثر من أي كتاب أمريكي في ذلك الوقت. تبحث الدراسة في مفارقة زيادة عدم المساواة والفقر وسط التقدم الاقتصادي التكنولوجي، ودورة الاقتصاد، واستخدام تحصيل الريع مثل ضريبة قيمة الأرض والإصلاحات الأخرى لمكافحة الاحتكار كعلاج لهذه المشاكل الاجتماعية وغيرها.
في منتصف القرن العشرين، كتب الاقتصادي والصحفي العمالي جورج سول أن جورج كان «إلى حد بعيد هو الكاتب الاقتصادي الأمريكي الأشهر»، و«مؤلف كتاب على الأرجح له الدور الأوسع في جميع أنحاء العالم أكثر من أي عمل اقتصادي آخر مكتوب على الإطلاق».

## الحياة الشخصية

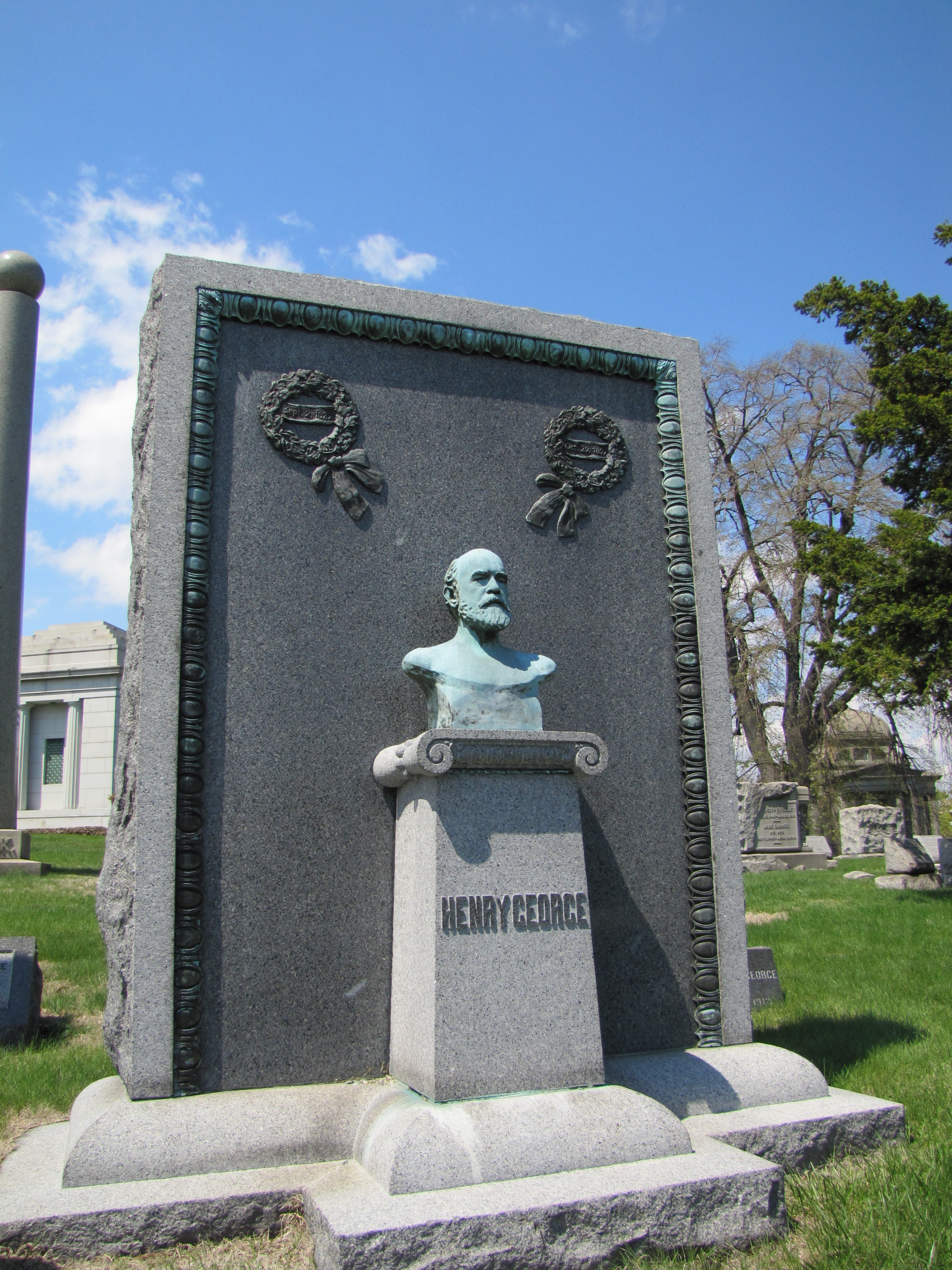
صورة ملائمة فهي تمتل قبر جورج هنري

ولد جورج في فيلادلفيا لعائلة من الطبقة الوسطى الدنيا، الثاني بين عشر أبناء لـ ريتشارد اس. اتش. جورج وكاثرين برات جورج (فالانس). كان والده ناشر للنصوص الدينية وأحد الأساقفة المتدينين، أرسل جورج إلى الأكاديمية الأسقفية في فيلادلفيا. سخط جورج من نشأته المتدينة وترك الأكاديمية دون أن يتخرج. وأقنع والده بدلًا من ذلك بأن يوظف مُعلمًا واستكمل دراسته بالقراءة وحضور المحاضرات بمعهد فرانكلين. انتهى تعليمه الرسمي بسن الرابعة عشر، وذهب للبحر كصبي شراع في سن الخامسة عشر في أبريل 1855 على متن سفينة هيندو المتجهة إلى ميلبورن وكلكتا. انتهى به المطاف في الغرب الأمريكي عام 1858، فبحث لفترة وجيزة عن الذهب ولكنه بدلًا من الاستمرار في ذلك بدأ العمل في نفس العام بسان فرانسيسكو كمنضد حروف طباعة.
في كاليفورنيا، وقع جورج في حب فتاة تبلغ 18 سنة، آني كورسينا فوكس، من سيدني وكانت يتيمة تعيش مع عمها. كان العم رجل مزدهر، قوي التفكير، مُعارضًا لزواج ابنه أخيه من رجل فقير. لكنهما تحداه وهربا وتزوجا أواخر عام 1861، حيث ارتدى هنري بدلة مستعارة وآني أحضرت مجموعة كتب.
كان الزواج سعيدًا تكلل بأربعة أطفال. في 3 نوفمبر 1862، ولدت آني ممثل الولايات المتحدة المستقبلي بمجلس النواب من نيويورك، هنري جورج الابن (1862-1916). حتى بعد ولادة النحات ريتشارد إف. جورج (1865 -28 سبتمبر 1912)، كانت العائلة على مشارف الموت جوعًا. وكان لدى جورج ابنتين أخريين. الأولى كان جيني جورج (1867-1897) لتصبح بعدها جيني جورج أتكينسون. ابنة جورج الأخرى آنا انجيلا جورج (مواليد 1878) التي أصبحت والدة للراقصة المستقبلية ومصممة الرقص آنجيس دي ميل والممثلة المستقبلية بيجي جورج، المولدة باسم مارغريت جورج دي ميل.
بعد ولادة ابنه الثاني لم يكن لدى جورج أي عمل أو مال وكان يتسول طالبًا الغذاء. عندما اقترب جورج من أول رجل حسن الهندام التقاه في الشارع، قرر جورج الرجل القانوني أن يسرقه إن لم يساعده، ولحسن الحظ أشفق الغريب عليه وأعطاه خمسة دولارات في ذاك الوقت.
نشأ جورج في كنف الأسقفية، ولكنه آمن بـ «الإنسانية الإلهية». كان فوكس كاثوليكيًا أيرلنديًا، ولكن هنري جورج جونيور كتب أن الأطفال تأثروا بفلسفة هنري جورج الربوبية والفلسفة الإنسانية.

## العمل في الصحافة

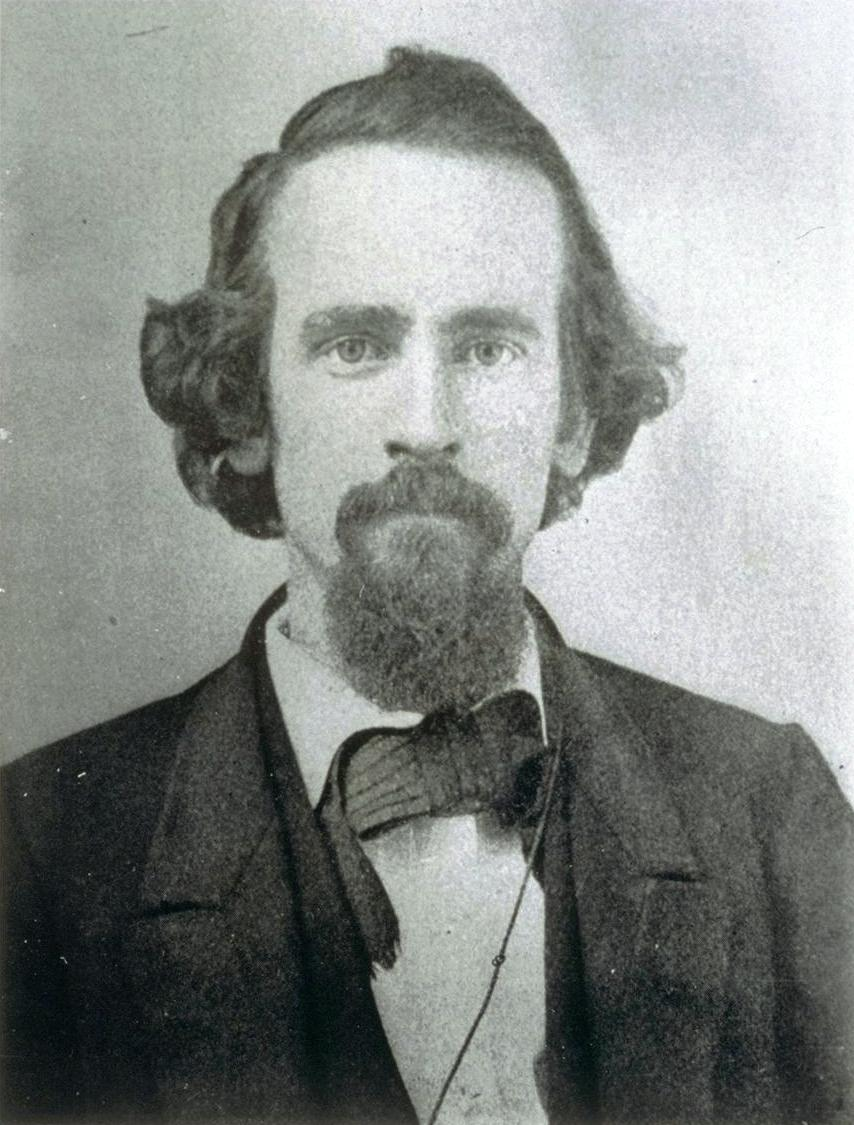
جورج في ريعان شبابه وهو في سن السادسة والعشرون من العمر عام 1865

بعد رفضه لتعدين الذهب في كولومبيا البريطانية، تعين جورج كمشغل آلة طابعة لصحيفة «التايمز» المُنشأة حديثًا في سان فرانسيسكو. وتمكن من كتابة المقالات الافتتاحية على الفور، بما في ذلك مقال «ماذا ستجلب لنا السكك الحديدة». المقال الذي ظل مطلوبًا للقراءة في مدارس كاليفورنيا لعقود. صعد جورج لصفوف صحيفة التايمز، وأصبح محررًا إداريًا في صيف 1867. عمل جورج في العديد من الصحف، وكمحرر لصحيفته الخاصة سان فرانسيسكو ديلي إيفنينغ بوست (1871-1875) لأربعة أعوام، ولمدة كمراسل، فنشر الديموقراطية المناهضة للاحتكار. كافحت عائلة جورج ولكن لسمعته الشهيرة ومشاركاته في صناعة الصحف نجت العائلة من الفقر.

### فلسفته السياسية والاقتصادية
بدأ جورج كمنتمي لحزب لنكولن الجمهوري، لكنه أصبح ديمقراطيًا لاحقًا. كان ناقدًا لاذعًا لمصالح السكك الحديدة والتعدين، والسياسيين الفاسدين، ومضاربي الأراضي ومقاولي العمل. أوضح وجهات نظره لأول مرة في مقاله المنشور عام 1868 المعنون «ماذا ستجلب لنا السكك الحديدة». ناقش جورج أن بناء السكك الحديدية لن يفيد سوى قلة محظوظة من مالكي المصالح في بنائها وغيرها من الشركات ذات الصلة، بينما رُمي الجزء الأكبر من السكان في فقر مدقع. مما أدى لاكتسابه عداء المدراء التنفيذيين لسكة الحديد وسط المحيط الهادئ، الذين ساعدوا في هزيمة محاولته لانتخابات جمعية ولاية كاليفورنيا.

في يوم من عام 1871، ذهب جورج لركوب الخيل وتوقف للراحة على خليج سان فرانسيسكو، وكتب لاحقًا من وحي الحدث: 

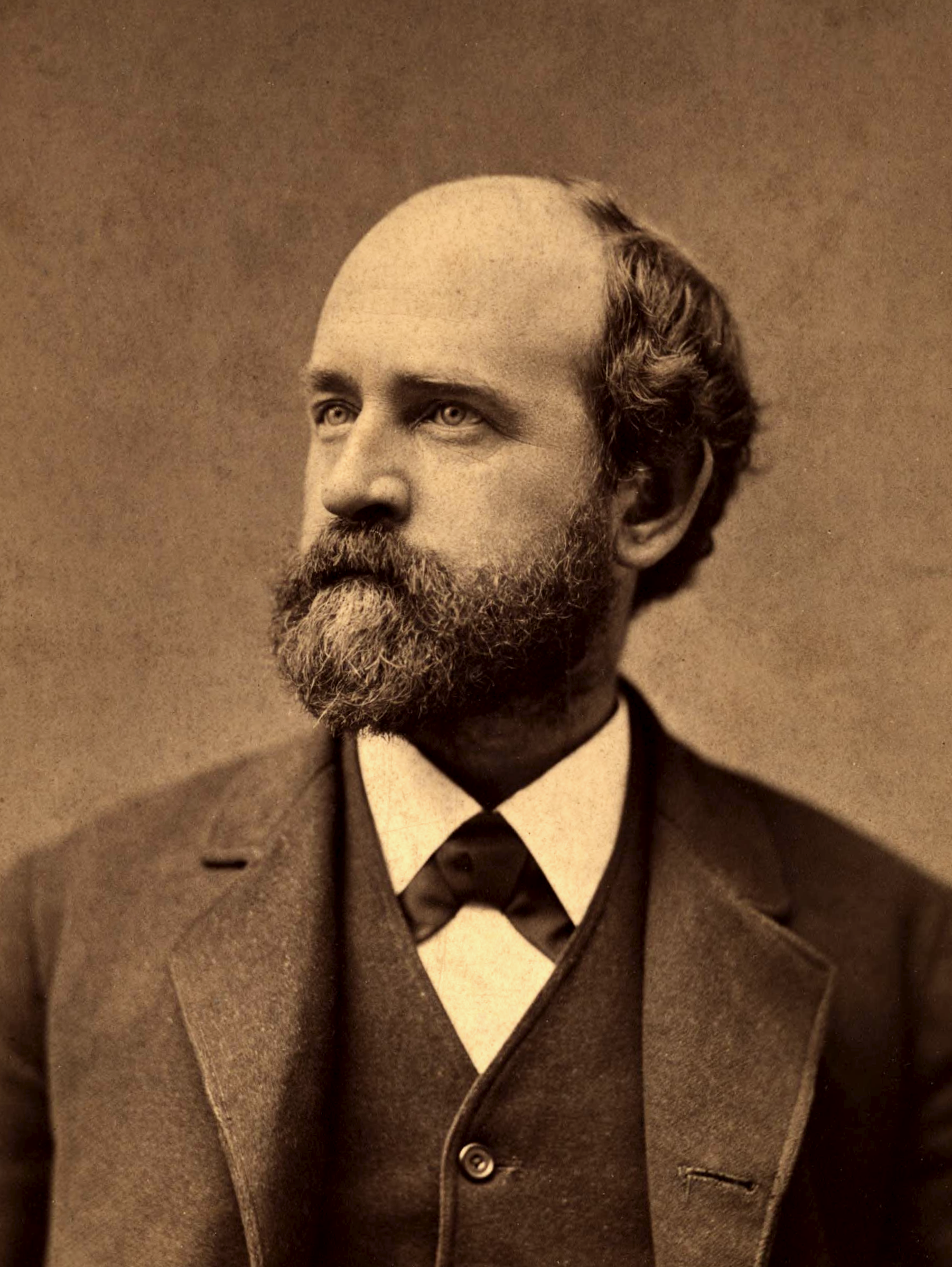
البورتريه الأيقونية التي عُرف بها جورج ورسمت بعيد نشره لمؤلفه «التقدم والفقر»

«سألت أحد لاعبي الفريق عن أفضل شيء لقوله، ما هي الأرض التي كانت تستحقها هناك. فأشار إلى بعض الأبقار التي ترعى قريبًا كالفئران، وقال: أنا لا أعرف بالضبط، ولكن هناك رجل يبيع بعض الأراضي مقابل دولار للفدان. وكاسترجاع للأحداث ظهر لي أن هناك سببًا لتقدم الفقر وزيادة لثروات. مع نمو السكان، تزداد قيمة الأرض، ويجب على الرجال العاملين أن يدفعوا أكثر مقابل الامتياز». 
علاوة على ذلك، خلال زيارته لمدينة نيويورك، أدهشته المفارقة الواضحة أن الفقراء في تلك المدينة القديمة قد كانوا أسوأ حالًا بكثير من فقراء مدينة كاليفورنيا الأقل تطورًا. أسهمت هذه الملاحظات بموضوع وعنوان كتابه «التقدم والفقر» لعام 1879، والذي حقق نجاحًا ساحقًا، حيث باع أكثر من ثلاثة ملايين نسخة. قدم جورج في الكتاب حجة مفادها أن نسبة كبيرة من الثروة الناتجة عن التقدم الاجتماعي والتقني في الاقتصاد الحر يملكها ملاك الأراضي والمحتكرين بواسطة الريع. وأن التركيز على الثروة المكتسبة هذه، هو السبب الرئيسي للفقر. اعتبر جورج أنه من الظلم الكبير أن الأرباح الخاصة يتم جنيها من تقييد الوصول إلى الموارد الطبيعية في حين أن النشاط الإنتاجي مثقل بالضرائب الثقيلة. وأشار إلى أن مثل هذه النظام يعادل العبودية، وهو مفهوم مشابه لعبودية الأجور. هذا العمل الذي دعا فيه لفرض ضريبة قيمة الأرض حيث تفرض الحكومات ضريبة قيمة الأرض نفسها، وبالتالي تمنع المصالح الخاصة من تحقيق الربح بمجرد امتلاكها، لكن السماح بقيمة جميع المحسنات التي أُدخلت على تلك الأراضي تبقى مع المستثمرين.
كان جورج في وضع يسمح له باكتشاف هذا النمط، حيث عانى من الفقر الشديد بنفسه، يعرف العديد من المجتمعات من أسفاره، والعيش في كاليفورنيا بزمن النمو السريع. ولاحظ أن بناء السكك الحديدة في كاليفورنيا يزيد من قيم الأراضي والإيجارات بسرعة أو ربما أسرع من ارتفاع الأجور.

## المهنة السياسية

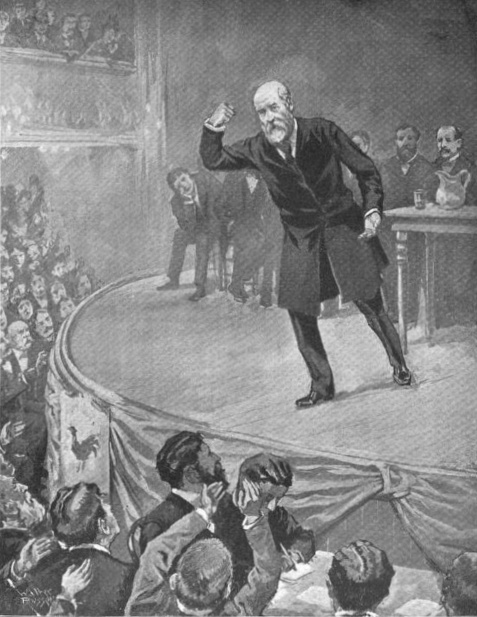
حملة جورج في ترشحه لمنصب عمدة عام 1897 قبيل وفاته بمدة وجيزة

بحلول عام 1880 أصبح جورج كاتبًا ومتحدثًا شعبيًا، وانتقل إلى مدينة نيويورك، وتحالف مع الجالية القومية الأيرلندية على الرغم من أن أصوله الإنجليزية. من هناك قام بالعديد من الخطابات في أسفاره في أيرلندا واسكتلندا حيث أن الوصول للأرض (وما زال) قضية سياسية كبرى.
في عام 1886، ترشح جورج لمنصب عمدة مدينة نيويورك عن حزب العمل المتحد، الحزب قصير العمر التابع لاتحاد العمل المركزي. أحرز المركز الثاني بنسبة أكبر من مرشح الحزب الجمهوري حينها ثيودور روزفلت. وفاز بالانتخابات مرشح تنظيم تامني هول، أبرام ستيفينز هويت الذي اعتبره العديد من مؤيدي جورج بأنه فاز بالتزوير. وفي انتخابات ولاية نيويورك لعام 1887، حصل جورج على المركز الثالث في انتخابات وزارة خارجية ولاية نيويورك. سرعان ما أُضعفت قوة حزب العمل المتحد بانقسامات داخلية: بشكل أساسي من مؤيدي جورج (الجورجيين)، ولكن كحزب للعمل المنظم، فقد ضم العديد من الماركسيين الذين لم يرغبوا في التمييز بين الأرض ورأس المال، والعديد من الأعضاء الكاثوليكيين الذين أُحبطوا بعزل الأب إداورد ماكلين، والكثيرين المختلفين مع سياسة جورج للتجارة الحرة. واجه جورج مشكلة خاصة مع تيرنس في. باوديرلي، رئيس فرسان العمل، عضو أساسي في التحالف العمالي المتحد. بينما كان جورج ودودًا مع باوديرلي في البداية، إلا أنه عارض بشدة سياسات الجمركة التي آمن بها باوديرلي والعديد من قادة العمال الآخرين المُعتقد بأنها حيوية لحماية العمال الأمريكيين. انتقاد جورج بشدة لسياسة الجمركة وضعه بمواجهة باودرلي وغيره من الحركة العمالية.

## الموت والجنازة
أول سكتة دماغية حدثت لجورج كانت بعام 1890، بعد جولته العالمية للتحدث عن حقوق الأرض والعلاقة بين الإيجار والفقر. أضعفته السكتة بشكل كبير ولم يتعافى منها. على الرغم من ذلك، حاول جورج أن يبقي نشاطه السياسي حيًا. بعكس نصائح أطبائه، تقدم بحملة لمنصب عمدة مدينة نيويورك مجددًا عام 1897، كديموقراطي مستقل قائلًا: «سأمضي بالسباق ولو مت في سبيله». تسببت الحملة بسكتة دماغية ثانية، فأدت لوفاته قبل أربعة أيام من الانتخابات.

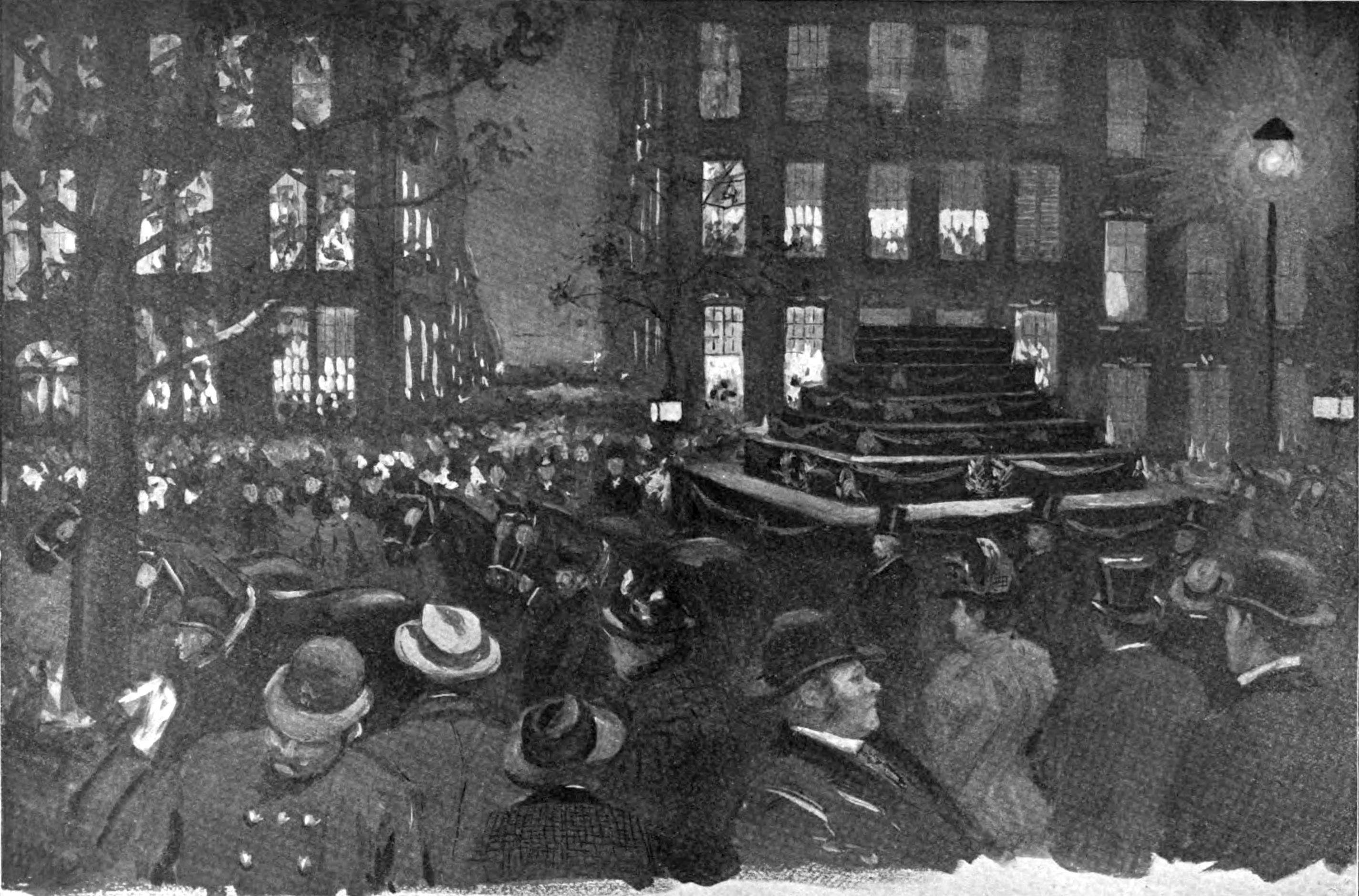
جانب من الحشود في موكب تشييع جورج في جادة ماديسون بنيويورك

زار حشد تجاوز أكثر من مئة ألف شخص قصر غراند سنترال خلال اليوم لرؤية وجه هنري جورج، وتجمهر عدد مماثل في الخارج مُنعوا من الدخول بواسطة الشرطة. بعد إغلاق أبواب القصر، قام كل من القس ليمان آبوت، والأب إدوارد ماكلين، والحاخام غوستاف غوتيل ر. هيبر نيوتن (الأسقفية) وجون شيرون كروسبي بتسليم الخطابات. أُقيمت خدمات تذكارية منفصلة في أماكن أخرى. انتظر خمسة آلاف شخص في شيكاغو في طابور لسماع خطاب النصب التذكاري للحاكم السابق لولاية إلينوي، جون بيتر التيغ، وجون لانكستر سبالدينغ. رئيس البلدية انهار وبكى في التأبين واصفًا جورج بالشهيد.
لاحقًا في ذاك المساء صرحت صحيفة نيويورك تايمز أن جنازة منظمة بموكب فيه أكثر من 2000 شخص غادرت من القصر المركزي الكبير وشق طريقه عبر مانهاتن إلى جسر بروكلين. كان هذا الموكب «طول الطريق حشدًا صامتًا مراقبًا».
ثم ذهب الموكب إلى بروكلين، حيث كان الحشد في قاعة مدينة بروكلين «الأكثر كثافة على الأطلاق». كان هناك «آلاف الآلاف» في قاعة المدينة لم يتمكنوا من رؤية موكب الجنازة بسبب الحشود الكثيفة. كان من المستحيل التحرك ضمن الشوارع القريبة. كتبت صحيفة التايمز: «نادرًا ما يظهر حشد كهذا في بروكلين». لكن مع ذلك، كان بطيئًا، قرع الطبول المنتظم وأجراس قاعة المدينة هي الأصوات الوحيدة التي كسرت الصمت... لا شيء أكثر مثير للإعجاب... لا يمكن تخيله.» نُقل النعش إلى القبر في شارع كورت، وأُقيمت جنازة خاصة في فورت هاميلتون.
اختلف المعلقون فيما إذا كانت هذه أكبر جنازة في تاريخ نيويورك أم الأكبر منذ جنازة الرئيس أبراهام لنكولن. أعلنت صحيفة النيويورك تايمز معلقةً: «حتى لينكولن لم يحصل على موت مجيد كهذا». حتى صحيفة نيويورك صن الأكثر تحفظًا كتبت: «منذ الحرب الأهلية، إعلان وفاة هنري جورج المفاجئ هو الأكثر إثارة للدهشة». وضعت الإعلام في نصف الصاري، حتى في قاعة تماني، التي ألغت اجتماعها في ذلك اليوم.

## وصلات خارجية
- هنري جورج على موقع الموسوعة البريطانية (الإنجليزية)
- هنري جورج على موقع إن إن دي بي (الإنجليزية)
- مؤلفات هنري جورج في مشروع غوتنبرغ
- أعمال هنري جورج في ليبري فوكس